# Guapiles Airport
Guapiles Airport är en flygplats i Costa Rica.   Den ligger i kantonen Cantón de Pococí och provinsen Limón, i den centrala delen av landet, 40 km nordost om huvudstaden San José. Guapiles Airport ligger 259 meter över havet.
Terrängen runt Guapiles Airport är kuperad söderut, men norrut är den platt. Terrängen runt Guapiles Airport sluttar norrut. Runt Guapiles Airport är det ganska tätbefolkat, med 75 invånare per kvadratkilometer. Närmaste större samhälle är Guápiles, 1,3 km öster om Guapiles Airport. I omgivningarna runt Guapiles Airport växer i huvudsak städsegrön lövskog.